# Christian Ziegra

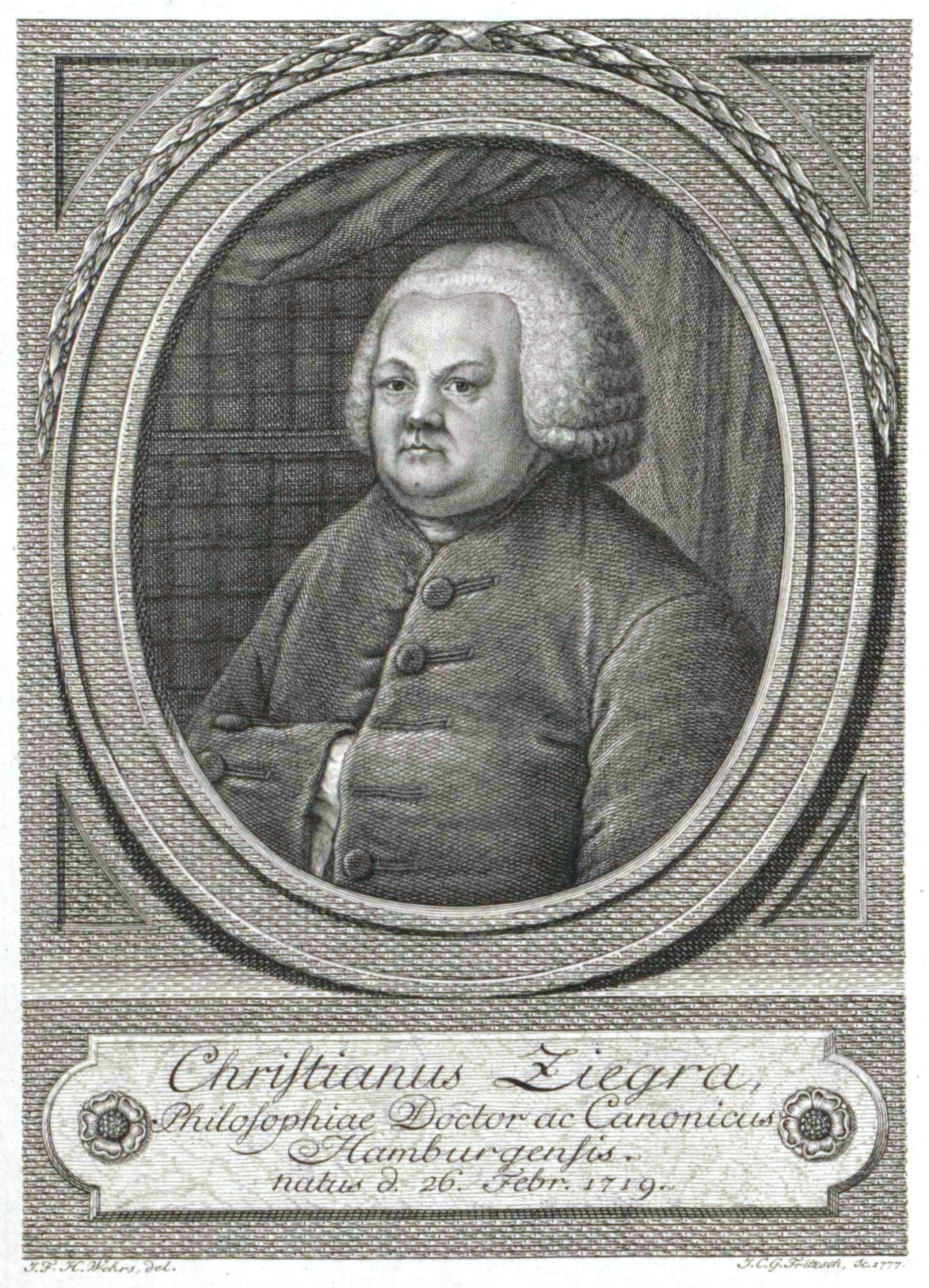
Christian Ziegra, Stich von Johann Christian Gottfried Fritzsch (1777) nach J. F. H. Wehrs

Christian Ziegra (* 26. Februar 1719 in Hamburg; † 22. Januar 1778 in Hamburg) war ein lutherischer Theologe und Hamburger Historiker.

## Leben und Werk
Als Sohn des gleichnamigen Hamburger St.-Jacobi-Pastors Christian Ziegra geboren, besuchte Christian Ziegra zunächst das Johanneum in Hamburg und ab 1739 das dortige akademische Gymnasium.
Im Mai 1741 nahm er an der Universität Leipzig das Studium der Theologie auf und errang 1743 die Würde eines Magisters der Philosophie.
Wieder nach Hamburg zurückgekehrt, bestand er hier am 5. November 1745 das theologische Kandidatenexamen und arbeitete von 1749 bis 1756 als Adjunkt des Pastors Nicolaus Alardus. Nach 1761 war er canonicus minor am Hamburger Dom.
Christian Ziegra hat sich mit der Hamburger Geschichte beschäftigt, wobei er sich besonders dadurch Verdienste erworben hat, als er Urkunden und andere Dokumente für die kirchliche und auch profane Geschichte Hamburgs veröffentlichte. Außerdem publizierte er Biographien verdienter Hamburger unter dem Titel Hamburger Ehrentempel (1770), wobei er sich auf den Nachlass des Archivars Nicolaus Wilckens († 1724) gründete.
Ziegra beteiligte sich durch viele kleine Beiträge und zahlreiche Schriften an den theologischen und kirchlichen Auseinandersetzungen seiner Zeit.
Von 1758 bis 1778 war Christian Ziegra der Herausgeber der Zeitschrift Hamburgische Nachrichten aus dem Reiche der Gelehrsamkeit und der Nachfolgezeitschrift Freywillige Beyträge zu den Hamburgischen Nachrichten aus dem Reiche der Gelehrsamkeit, die durch die Aufsätze von Johann Melchior Goeze gegen Gotthold Ephraim Lessing bekannt wurden.
Christian Ziegra war unverheiratet.

## Schriften
- Historische Nachrichten und Genealogische Tabellen von dem Ziegraischen Geschlechte / gesammlet und ... herausgegeben von M. Christian Ziegra, Canon. min., Schröder, Hamburg 1777